# Московская синеклиза

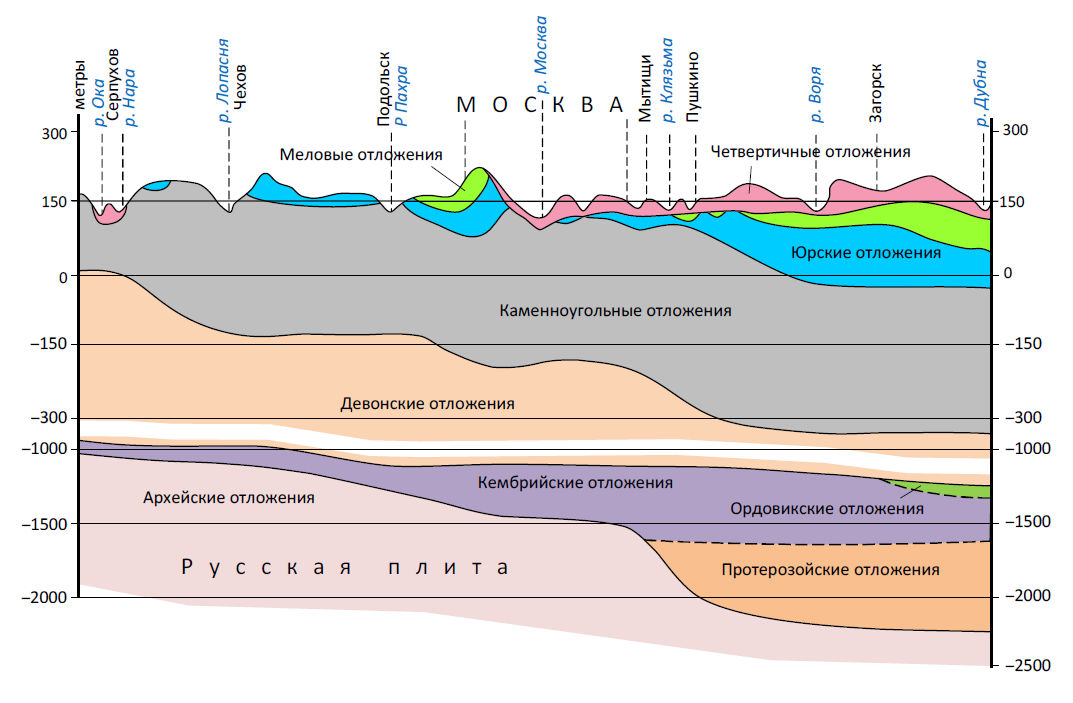
Геологический разрез по линии р. Ока — Москва — р. Дубна

Московская синеклиза — крупнейшая депрессия центральной части Восточно-Европейской платформы, одна из её основных структур. Площадь синеклизы составляет более 1 млн км². В её основе залегают Среднерусский и Московский авлакогены, заполненные осадочными породами рифея. В рельефе выражена Валдайской и Смоленско-Московской возвышенностями, Верхневолжской и Северо-Двинской низменностями.
Московская синеклиза представляет собой обширный чашеобразный прогиб докембрийского фундамента платформы размером 1000×450 км, ориентированный удлинённой осью на восток-северо-восток. На востоке прогиб граничит с Волго-Уральской, на юге — с Воронежской, на западе — с Белорусской антеклизой, на севере — с Балтийским щитом. Средняя глубина залегания фундамента Русской платформы в районе Московской синеклизы составляет 1,5—2 км.

## Геологическая история

### Докембрий
Фундамент Восточно-Европейской платформы образовался в конце протерозойской эры (1,6 млрд лет назад) под воздействием процессов карельской складчатости. В эпоху байкальской складчатости, на рубеже рифея и венда (около 700 млн лет назад) на смену грабенам центральной части платформы появляется обширный прогиб, который был заполнен морскими водами, проникшими со стороны нынешнего Балтийского моря. Возникший мелководный морской бассейн стал местом обитания многочисленных организмов.

### Палеозой
Общая мощность отложений каменноугольной системы Московской синеклизы составляет 650—700 м.
В бассейне реки Ветлуги вулканический туф из вятского яруса пермского периода датирован возрастом 253,95 ± 0,06 млн лет назад.